# Pîtres
 Pîtres  ist eine französische Gemeinde mit 2572 Einwohnern (Stand 1. Januar 2022) im Département Eure in der Region Normandie; sie gehört zum Arrondissement Les Andelys und zum Kanton Pont-de-l’Arche.

## Geschichte und Bevölkerungsentwicklung
In der französischen Geschichtsschreibung gab es den Ort schon zwischen 750 und 775, damals „Pistus“ genannt. Die Quellen dafür sind zweifelhaft. Eine Urkunde Kaiser Ludwigs des Frommen von 838 bezeichnen die Herausgeber der „Regesta Imperii“ (RI) als Fälschung. So ist 861 Jahr der ersten urkundlichen Erwähnung, als hier das erste  „Konzil“ (in RI als „Synode“ bezeichnet) stattfand (MGH Conc.4.,006). Weitere Konzile folgten, so dass Pitres unter der Herrschaft König Karls des Kahlen eines der Zentren des westfränkischen Reiches war (MGH Conc. IV, 118ff., RI I,3,4, 25 und Kommentar in RI I, 457). 864 gab es hier sogar eine „Reichsversammlung“, was bedeutete, dass auch viele weltliche Herrscher anwesend waren (RI I,1454a). Darüber hinaus urkundete Karl der Kahle oft hier selbst, so 862, 864 und 869 in „Pistis“, „Pistes“ oder „Pistam“, was eine Königspfalz voraussetzt (Regnum Francorum online D_Charles_II, 243,269,326). In einem seiner „Edikte“ regelte der König das örtliche Münzwesen (VSW 63, 1976).
| Jahr      | 1962 | 1968 | 1975 | 1982 | 1990 | 1999 | 2010 | 2017 |
| Einwohner | 1278 | 1848 | 2374 | 2312 | 2285 | 2290 | 2315 | 2519 |

## Sehenswürdigkeiten
- Megalith „La Pierre Saint-Martin“ mit karolingischer Nekropole
- Gallische Nekropole
- Thermen und Theater aus römischer Zeit
- Kirche Notre-Dame (10. Jahrhundert)

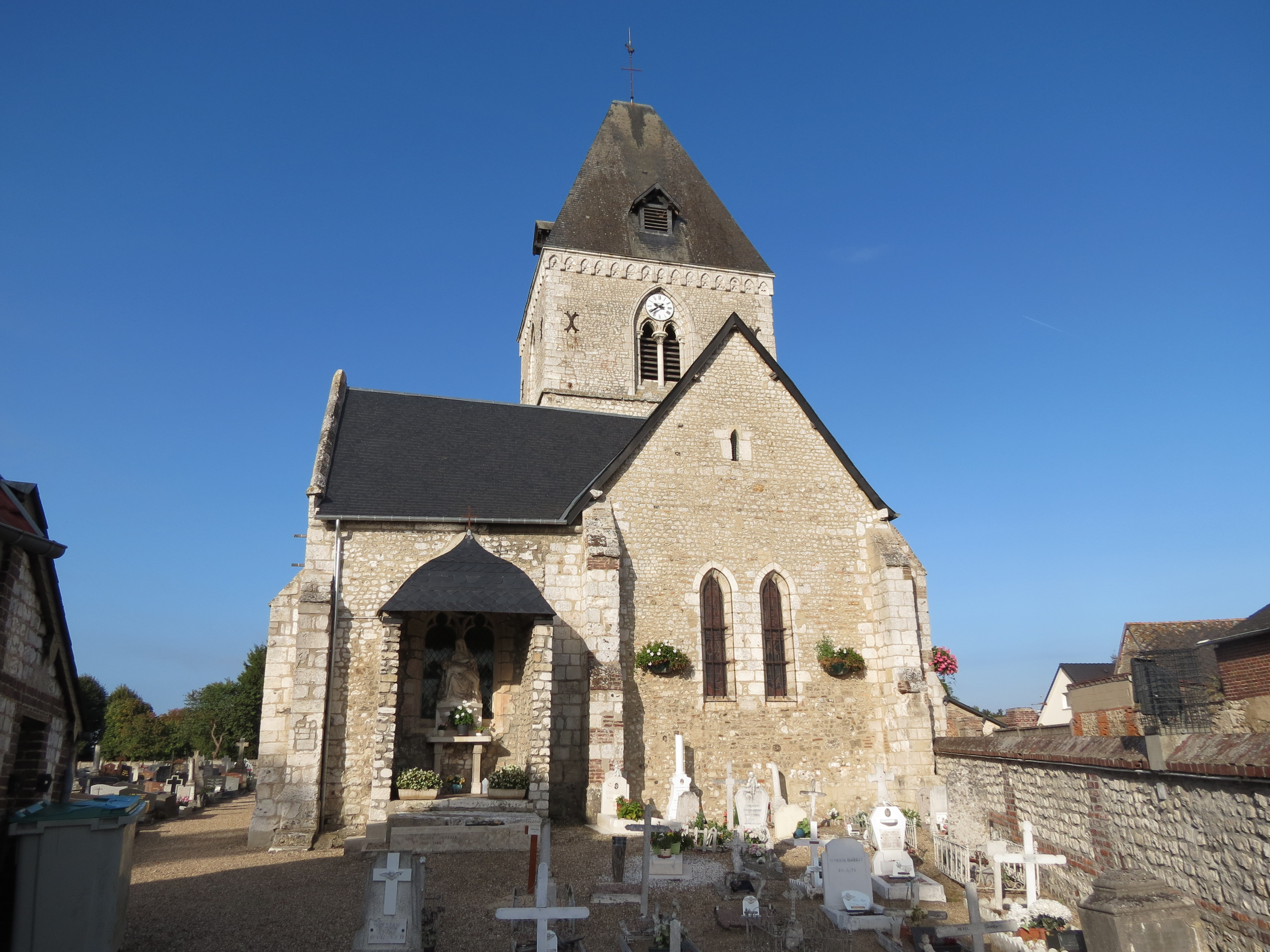
Kirche Notre-Dame